# Dnipropetrovsk Challenger 2003
Il Dnipropetrovsk Challenger 2003, noto anche come PEOPLEnet Cup per motivi di sponsorizzazione, è stato un torneo di tennis facente parte della categoria ATP Challenger Series nell'ambito dell'ATP Challenger Series 2003. Il torneo si è giocato a Dnepropetrovsk in Ucraina dal 10 al 16 novembre 2003 su campi in cemento indoor.

## Vincitori

### Singolare
Irakli Labadze ha battuto in finale  Harel Levy con il punteggio di 6–3, 3–6, 6–1

### Doppio
Jonathan Erlich /  Harel Levy hanno battuto in finale  Simon Aspelin /  Johan Landsberg con il punteggio di 6–4, 6–3